# Belvederer Allee 1

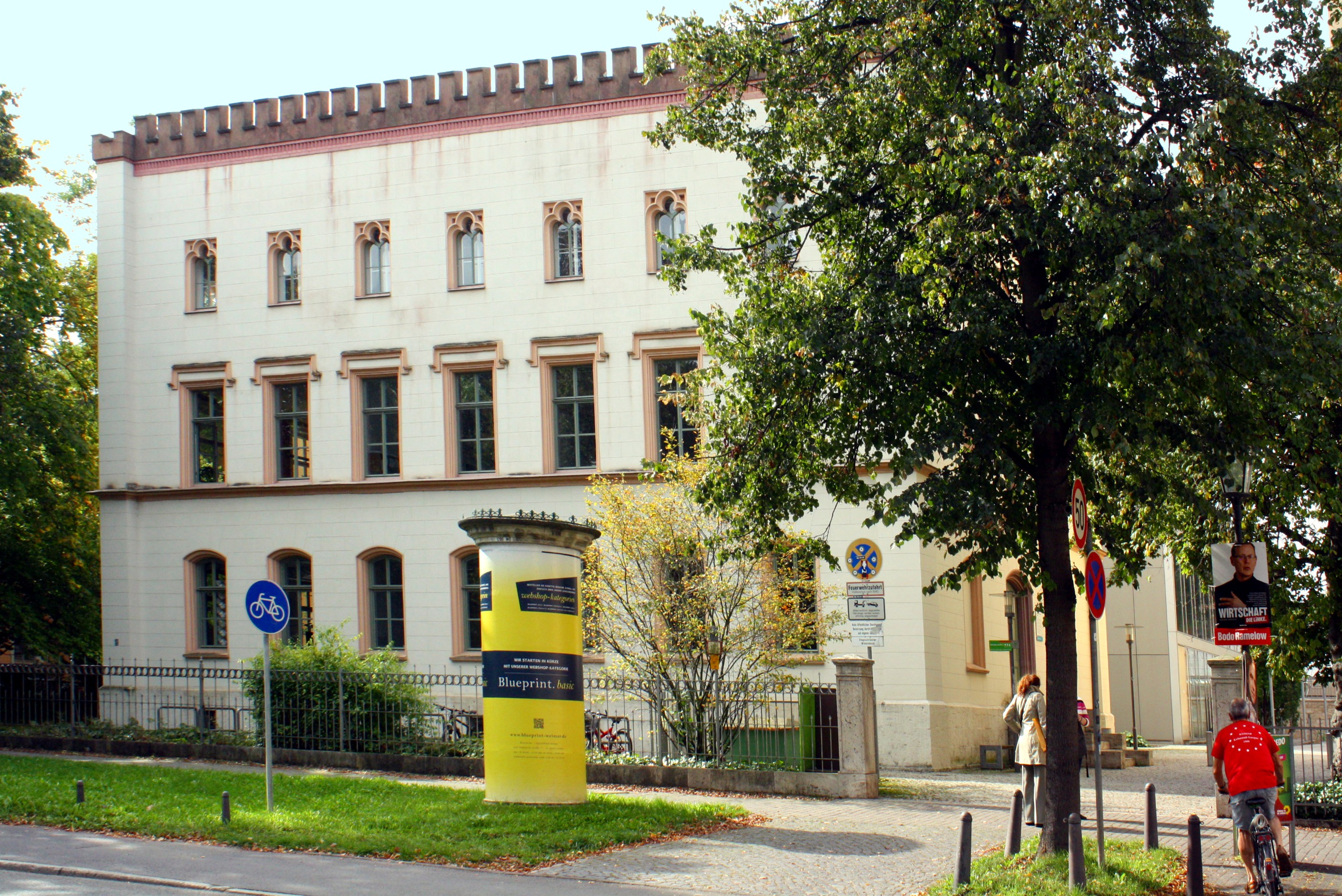
Weimar, Belvederer Allee 1

Das Haus Belvederer Allee 1 in Weimar, ehemals Villa Meyendorff, ist eine denkmalgeschützte Villa aus der zweiten Hälfte des 19. Jahrhunderts. Sie war anfänglich nach ihrer Bewohnerin, der Baronin Olga von Meyendorff, geb. Prinzessin Gortschakoff (1838–1926), benannt, die hier einen Salon unterhielt. Das Gebäude wird heute von der Bauhaus-Universität Weimar genutzt.

## Bau und Architektur
Mit der Belvederer Allee, zumindest mit den meisten der Villen, stehen die Bauunternehmer Karl Eduard Kurth und Karl Friedrich Röhr in Verbindung. Diese bauten dort von 1861 bis 1869 dreizehn Villen. ist jedoch älter und wurde 1854/55 durch den Maurermeister Hirsch (1817–1897) 1854/55 für den Rittergutsbesitzer und Staatsrat Joachim von Helldorf errichtet.
Die Villa trägt neugotische Zinnen und Verzierungen der oberen Fensterreihe, ist ansonsten aber schlicht gehalten. Die Weimarer nannten sie „umgekehrte Kommode“.

## Geschichte
Felix von Meyendorff war von 1867 bis 1870 russischer Geschäftsträger in Weimar; er starb 1871. Seine Witwe Olga von Meyendorff und die gemeinsamen Kinder bewohnten die Villa. Sie unterhielt hier einen Salon, in dem Franz Liszt oft zu Gast war. Sie standen zudem im regen Briefverkehr miteinander und trafen sich zu gemeinsamem Klavierspiel.
Das Gebäude wird heute von der Bauhaus-Universität Weimar genutzt. An der Rückseite wurden moderne Anbauten errichtet. Ein weiterer Erweiterungsbau steht daneben als Belvederer Allee 1b. Es ging hier ländlich zu, denn es befand sich einst ein 
Stadtgut hier von rund 50 Hektar Fläche. Der letzte Gutsverwalter war Heinrich Körner (1879–1961).
Die Villa steht auf der Liste der Kulturdenkmale in Weimar.

## Einzeldenkmal
1. ↑  Rainer Müller: Kulturdenkmale in Thüringen Bd. 4.2: Stadt Weimar. Stadterweiterung und Ortsteile. E. Reinhold Verlag, Erfurt 2009, S. 655 f.
2. ↑  Antje Vanhoefen, Ernst Wrba: Weimar: Zeit für das Beste..., S. 127.
3. ↑   Rolf Haage: Weimar. Ein Führer durch die Klassiker-Stadt. Erfurt 2011,  S. 65. ISBN 978-3-86680-829-4
4. ↑  https://www.uni-weimar.de/de/architektur-und-urbanistik/professuren/wohnungsbau/kontakt/
5. ↑  Lageplan der Bauhaus-Universität Weimar Fakultät Architektur und Urbanistik
6. ↑  Christiane Weber: Villen in Weimar. Bd. 2, RhinoVerlag, Arnstadt und Weimar 1997. ISBN 978-3-932081-12-5, S. 143–150.

Koordinaten: 50° 58′ 28,1″ N, 11° 19′ 47,3″ O